# 瓦尔泽格
瓦尔泽格（法語：Valzergues，法語發音：[valzɛʁg]）是法国阿韦龙省的一个市镇，位于该省西北部，属于鲁埃格自由城区。

## 地理
瓦尔泽格（44°29'57"N, 2°13'17"E）面积6.49 平方千米，位于法国奧克西塔尼大區阿韦龙省，该省份为法国南部内陆省份，位于法國中央高原南部，北起顺时针与康塔爾省、洛泽尔省、加尔省、埃罗省、塔恩省、塔恩-加龙省和洛特省接壤。
与瓦尔泽格接壤的市镇（或旧市镇、城区）包括：欧班、加尔冈、吕冈、蒙巴藏。
瓦尔泽格的时区为UTC+01:00、UTC+02:00（夏令时）。

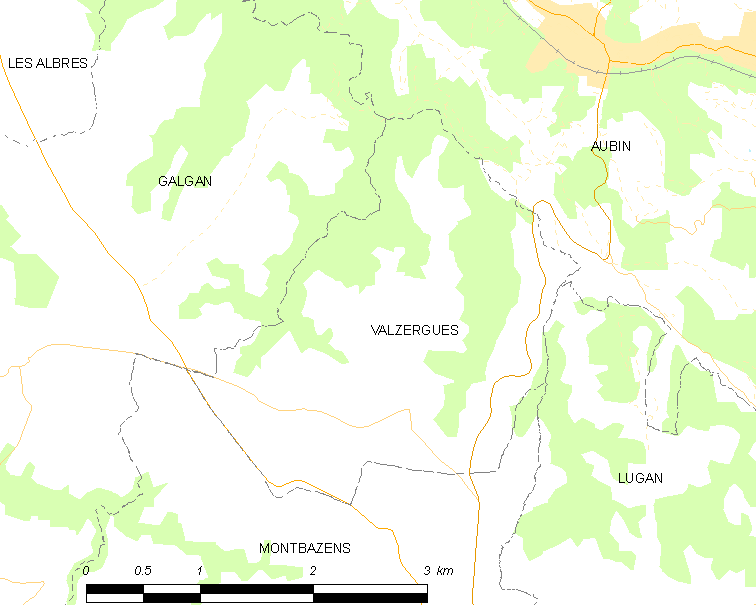
瓦尔泽格的OSM定位图

## 行政
瓦尔泽格的邮政编码为12220，INSEE市镇编码为12289。

## 政治
瓦尔泽格所属的省级选区为洛特-蒙巴济努瓦县。

## 交通
阿韦龙省省道D5线、D287线和D994线经过瓦尔泽格境内。

## 人口

1962-2008年间瓦尔泽格人口变化图示

瓦尔泽格于2022年1月1日时的人口数量为204人。